# Mistrzostwa Świata w Lekkoatletyce 1987 – bieg na 5000 m mężczyzn

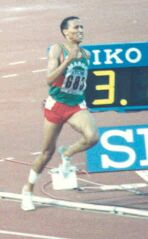
Mistrz świata Saïd Aouita

Bieg na 5000 metrów mężczyzn – jedna z konkurencji biegowych rozgrywanych podczas lekkoatletycznych mistrzostw świata w 1987 na Stadionie Olimpijskim w Rzymie.
Zwycięzcą został Saïd Aouita z Maroka. Tytułu zdobytego na poprzednich mistrzostwach nie bronił Eamonn Coghlan z Irlandii.

## Terminarz
| Data       |            |
| ---------- | ---------- |
| 4 września | Eliminacje |
| 6 września | Finał      |

## Rekordy
|                          | Zawodnik       | Wynik    | Miejsce  | Data                  |
| ------------------------ | -------------- | -------- | -------- | --------------------- |
| Rekord świata            | Saïd Aouita    | 12:58,39 | Rzym     | 22 lipca 1987(dts)    |
| Rekord mistrzostw świata | Eamonn Coghlan | 13:28,53 | Helsinki | 14 sierpnia 1983(dts) |

## Wyniki

### Eliminacje
Rozegrano 2 biegi eliminacyjne. Z każdego biegu pięciu najlepszych zawodników automatycznie awansowało do finału (Q). Skład finalistów uzupełniło pięciu najszybszych biegaczy spoza pierwszej piątki z obu biegów eliminacyjnych (q).

#### Bieg 1
| Poz. | Imię i nazwisko   | Narodowość        | Wynik    | Uwagi |
| ---- | ----------------- | ----------------- | -------- | ----- |
| 1    | Saïd Aouita       | Maroko            | 13:18,63 | Q     |
| 2    | Domingos Castro   | Portugalia        | 13:28,68 | Q     |
| 3    | Frank O’Mara      | Irlandia          | 13:28,79 | Q     |
| 4    | Sydney Maree      | Stany Zjednoczone | 13:28,86 | Q     |
| 5    | Abel Antón        | Hiszpania         | 13:28,92 | Q     |
| 6    | Tim Hutchings     | Wielka Brytania   | 13:29,06 | q     |
| 7    | Vincent Rousseau  | Belgia            | 13:29,74 | q     |
| 8    | Doug Padilla      | Stany Zjednoczone | 13:30,16 |       |
| 9    | Markus Ryffel     | Szwajcaria        | 13:33,07 |       |
| 10   | Jonny Danielson   | Szwecja           | 13:35,69 |       |
| 11   | Zhang Guowei      | Chiny             | 13:40,46 |       |
| 12   | Juma Mnyampanda   | Tanzania          | 13:42,57 |       |
| 13   | Kozu Akutsu       | Japonia           | 13:46,29 |       |
| 14   | Omar Aguilar      | Chile             | 13:52,59 |       |
| 15   | Hugo Allan García | Gwatemala         | 14:08,72 |       |
| 16   | Miguel Vargas     | Kostaryka         | 14:59,32 |       |
| –    | Salvatore Antibo  | Włochy            | DNS      |       |
| –    | Wodajo Bulti      | Etiopia           | DNS      |       |

#### Bieg 2
| Poz. | Imię i nazwisko     | Narodowość        | Wynik     | Uwagi |
| ---- | ------------------- | ----------------- | --------- | ----- |
| 1    | John Ngugi          | Kenia             | 13:22,68, | Q     |
| 2    | Dionísio Castro     | Portugalia        | 13:23,12  | Q     |
| 3    | Pierre Délèze       | Szwajcaria        | 13:24,07  | Q     |
| 4    | Ewgeni Ignatow      | Bułgaria          | 13:24,42  | Q     |
| 5    | Jack Buckner        | Wielka Brytania   | 13:24,56  | Q     |
| 6    | Steve Ovett         | Wielka Brytania   | 13:28,68  | q     |
| 7    | John Treacy         | Irlandia          | 13:28,89  | q     |
| 8    | Carey Nelson        | Kanada            | 13:29,20  | q     |
| 9    | Haji Bulbula        | Etiopia           | 13:31,06  |       |
| 10   | Ibrahim Butajjib    | Maroko            | 13:32,73  |       |
| 11   | Herbert Stephan     | RFN               | 13:34,68  |       |
| 12   | Pascal Thiébaut     | Francja           | 13:38,97  |       |
| 13   | José Manuel Abascal | Hiszpania         | 13:59,68  |       |
| 14   | John Gregorek       | Stany Zjednoczone | 14:01,02  |       |
| 15   | Thabiso Moqhali     | Lesotho           | 14:39,68  |       |
| 16   | Masini Situ-Kubanza | Zair              | 14:50,39  |       |
| 17   | Abdalla Washali     | Jemen Północny    | 15:42,10  |       |
| 18   | Atsou Amewouho      | Togo              | 16:16,41  |       |

### Finał
| Poz. | Imię i nazwisko  | Narodowość        | Wynik    |
| ---- | ---------------- | ----------------- | -------- |
| 1    | Saïd Aouita      | Maroko            | 13:26,44 |
| 2    | Domingos Castro  | Portugalia        | 13:27,59 |
| 3    | Jack Buckner     | Wielka Brytania   | 13:27,74 |
| 4    | Pierre Délèze    | Szwajcaria        | 13:28,06 |
| 5    | Vincent Rousseau | Belgia            | 13:28,56 |
| 6    | Ewgeni Ignatow   | Bułgaria          | 13:29,68 |
| 7    | Tim Hutchings    | Wielka Brytania   | 13:30,01 |
| 8    | Dionísio Castro  | Portugalia        | 13:30,94 |
| 9    | Frank O’Mara     | Irlandia          | 13:32,04 |
| 10   | Steve Ovett      | Wielka Brytania   | 13:33,49 |
| 11   | Sydney Maree     | Stany Zjednoczone | 13:33,78 |
| 12   | John Ngugi       | Kenia             | 13:34,04 |
| 13   | John Treacy      | Irlandia          | 13:41,03 |
| 14   | Abel Antón       | Hiszpania         | 13:43,58 |
| 15   | Carey Nelson     | Kanada            | 13:43,81 |